# 张大兴
张大兴（1964年7月—），男，重庆人，中华人民共和国外交官，曾任中华人民共和国驻长崎总领事。

## 生平
1985年，毕业于西南师范大学，进入中华人民共和国外交部工作，先后在外交部教育培训司、驻坦桑尼亚大使馆、驻马绍尔群岛大使馆、外交部党委国外工作局、驻津巴布韦大使馆任职。2005年，任驻荷兰大使馆参赞。2010年，挂职安徽省安庆市副市长。2012年，任外交部办公厅副司级干部。2015年11月，出任中华人民共和国驻杜阿拉领事。2017年9月，出任中华人民共和国驻清津总领事。2021年9月，出任中华人民共和国驻长崎总领事。2025年1月，自驻长崎总领事离任。